# Alois Jaroš (politik)
Alois Jaroš (7. září 1893 – 9. května 1951) byl český a československý poválečný politik Československé strany národně socialistické a poslanec Ústavodárného Národního shromáždění.

## Biografie
V roce 1946 se uvádí jako hostinský.
V parlamentních volbách v roce 1946 byl zvolen poslancem Ústavodárného Národního shromáždění za národní socialisty. V parlamentu setrval do konce funkčního období, tedy do voleb do Národního shromáždění roku 1948.
Po komunistickém převratu byl režimem perzekvován. V dubnu 1951 byl zatčen, nicméně ve špatném zdravotním stavu byl poté převezen do všeobecné nemocnice ve Vokovicích. Zemřel o měsíc později.